# Le avventure di Kitty Cobb
Le avventure di Kitty Cobb (The Adventures of Kitty Cobb) è un film muto del 1914. Il nome del regista non compare nei titoli, ma appare essere lo stesso autore del libro da cui è tratto, James Montgomery Flagg.

## Trama
La giovane Kitty Cobb ascolta con eccitazione le storie che accadono a New York, narratele da Bob Caldecott, un inventore con cui ha segretamente una storia d'amore. I due abitano a Long Island; un giorno, passeggiando vicino a Fort Schuyler, Kitty scorge alcuni individui sospetti che la seguono. Bloccata dagli uomini, Kitty viene salvata da Bob che le confida che quelli sono delle spie. La ragazza parte per New York, dove trova, dopo varie difficoltà, lavoro in un teatro. Bob, quando la rivede, le offre il posto di segretaria di sua madre. Kitty si troverà di nuovo nei guai quando scoprirà che il conte Pulaski, il fidanzato di Rose (sorella di Bob), è in effetti una delle spie che cercano di mettere le mani sopra i piani per la difesa degli Stati Uniti, progettati da Bob. Il giovane salva ancora una volta la ragazza e i due cominciano a pensare di sposarsi.

## Produzione
Il film, prodotto dalla Colonial motion picture, è tratto dal personaggio Kitty Cobb disegnato dal cartoonist James Montgomery Flagg, pubblicato sul The New York World e dal suo libro The Adventures of Kitty Cobb (New York, 1912). La modella che posò per Flagg per la sua eroina era Marian Swayne, che interpretò il film.

## Distribuzione
Il film uscì nelle sale il 6 ottobre 1914, distribuito dalla Warner's Features, Incorporated.